# Aureliano Faifofer
Aureliano Faifofer (Borgo Valsugana, 4 agosto 1843 – Venezia, 1º marzo 1909) è stato un matematico austriaco.

## Biografia
Studiò matematica all'Università di Padova dove ebbe come insegnante di geometria Giusto Bellavitis.
Dopo alcuni anni come assistente a Padova, ottenne nel 1868 la cattedra di matematica al Liceo Foscarini di Venezia dove rimase per tutta la vita. È conosciuto soprattutto per le sue straordinarie capacità didattiche per le quali Federigo Enriques lo definì didatta insigne. Tra i suoi studenti al Liceo Foscarini vanno segnalati due importanti matematici: Guido Castelnuovo e Guido Fubini.
Le sue attitudini didattiche lo spinsero a realizzare una serie di manuali di aritmetica, algebra, trigonometria e geometria, che ebbero larghissima diffusione nelle scuole italiane fino all'inizio del Novecento e furono tradotte in inglese, tedesco, e persino in giapponese.
Fu anche attivo come traduttore in italiano di manuali di matematica stranieri.

## Opere principali
- Elementi di geometria. Venezia, 1878 (molte altre edizioni per diversi ordini di scuole)
- Elementi d'algebra e trigonometria ad uso dei licei, 1878
- (come traduttore): Peter Gustav Lejeune Dirichlet, Lezioni sulla teoria dei numeri pubblicate e corredate di appendici da Richard Dedekind. Traduzione dalla terza edizione, Venezia, 1881
- Trattato di geometria intuitiva ad uso dei ginnasi e scuole tecniche, Venezia, 1882
- (come traduttore): Theodor Reye, Geometria di posizione. Venezia, 1884[1]
- Trattato di aritmetica teorico-pratica e principii d'algebra con tavole logaritmiche ad uso delle scuole tecniche. Venezia - 1888 (molte altre edizioni per diversi ordini di scuole)
- Elementi di trigonometria piana e tavole logaritmico-trigonometriche ad uso dei licei. Venezia, 1888
- Trattato di aritmetica teorico-pratica e principi d'algebra ad uso delle scuole tecniche normali, Venezia, 1904
- Trattato di aritmetica pratica ad uso del ginnasio inferiore e delle scuole tecniche, 1906
- Il libro di geometria per il ginnasio superiore, 1908
- Elementi di algebra, ad uso degl'Istituti tecnici (I biennio) e dei licei, Venezia, 1908
- Elementi d'aritmetica, ad uso del Ginnasio superiore, delle scuole normali e degl'Istituti tecnici, Venezia, 1917
- Tavole dei logaritmi a cinque decimali dei numeri interi da 1 a 10909 e delle funzioni trigonometriche di minuto in minuto, Venezia, 1920